# 西奥多·利普斯
西奥多·利普斯（Theodor Lipps，1851年7月28日—1914年10月17日），德国哲学家。

## 生平
利普斯曾在慕尼黑大学执教，是当时德国最有影响力的大学教授之一，吸引了许多来自其他国家的学生。利普斯重点关注艺术和审美概念，他的哲学思想大部分都围绕这些问题展开。西格蒙德·弗洛伊德曾是他狂热的崇拜者，所以弗洛伊德的无意识概念很大程度上受利普斯的影响。利普斯认为，每个国家都有自身的意识层级，而笑声则与隐藏的消极方面有关。他采纳了罗伯特·维歇尔的移情或审美同感（Einfühlung）的概念。利普斯晚年接受了埃德蒙德·胡塞尔的一些观点。部分学生不看好利普斯的心理主义，并与胡塞尔的学生一起发展出了一个所谓“本质现象学”的新哲学分支。其中包括莫里茨·盖格，他最先撰写了一篇关于移情的本质和意义的现象学文章，与利普斯的影响直接相关。

## 相关文献
- Hatfield, G. Psychology Old and New （页面存档备份，存于）, Institute for Research in Cognitive Science Technical Report No.IRCS-01-07 (University of Pennsylvania, 2001)
- Lyubimova, T. "On the Comic" （页面存档备份，存于）, in: Aesthetics, Art, Life: A Collection of Articles, compiled by T. Lyubimova, M. Ovsyannikov; general editorship by A. Zis; translated from the Russian by Sergei Syrovatkin (Moscow: Raduga Publishers, 1988), pp. 200–211.